# 미인천하
《당궁미인천하》(중국어 간체자: 唐宫美人天下, 정체자: 唐宮美人天下, 병음: Táng gōng měi rén tiān xià 탕궁메이런톈샤[*], 영어: Beauty World 뷰티 월드[*])은 중국의 텔레비전 드라마이다.

## 등장 인물
- 정국임(郑国霖) : 이치(李治) 역
- 짱팅(張庭) : 무미낭(武媚娘) 역
- 연심형(连莘馨) : 무미낭의 어린 시절 역
- 양미(杨幂) : 청난(青鸞) 역
- 이소노(李小璐) : 하란심아(賀蘭心兒) 역
- 밍다오(明道) : 명숭엄(明崇儼)/명의(明義) 역
- 하성명(何晟铭) : 배소경(裴少卿) 역
- 여가용(吕佳容) : 옥기린(玉麒麟) 역